# Coendersborg (buurt)
Coendersborg is een buurt van de wijk Helpman e.o. in het zuiden van de stad Groningen. De buurt grenst aan westzijde aan Helpman en de Sterrebosbuurt, aan oostzijde aan de spoorlijn Groningen-Assen aan oostzijde (grens met buurten De Linie, Europapark en Winschoterdiep) en aan zuidzijde wordt het omsloten door de Villabuurt en Klein Martijn.

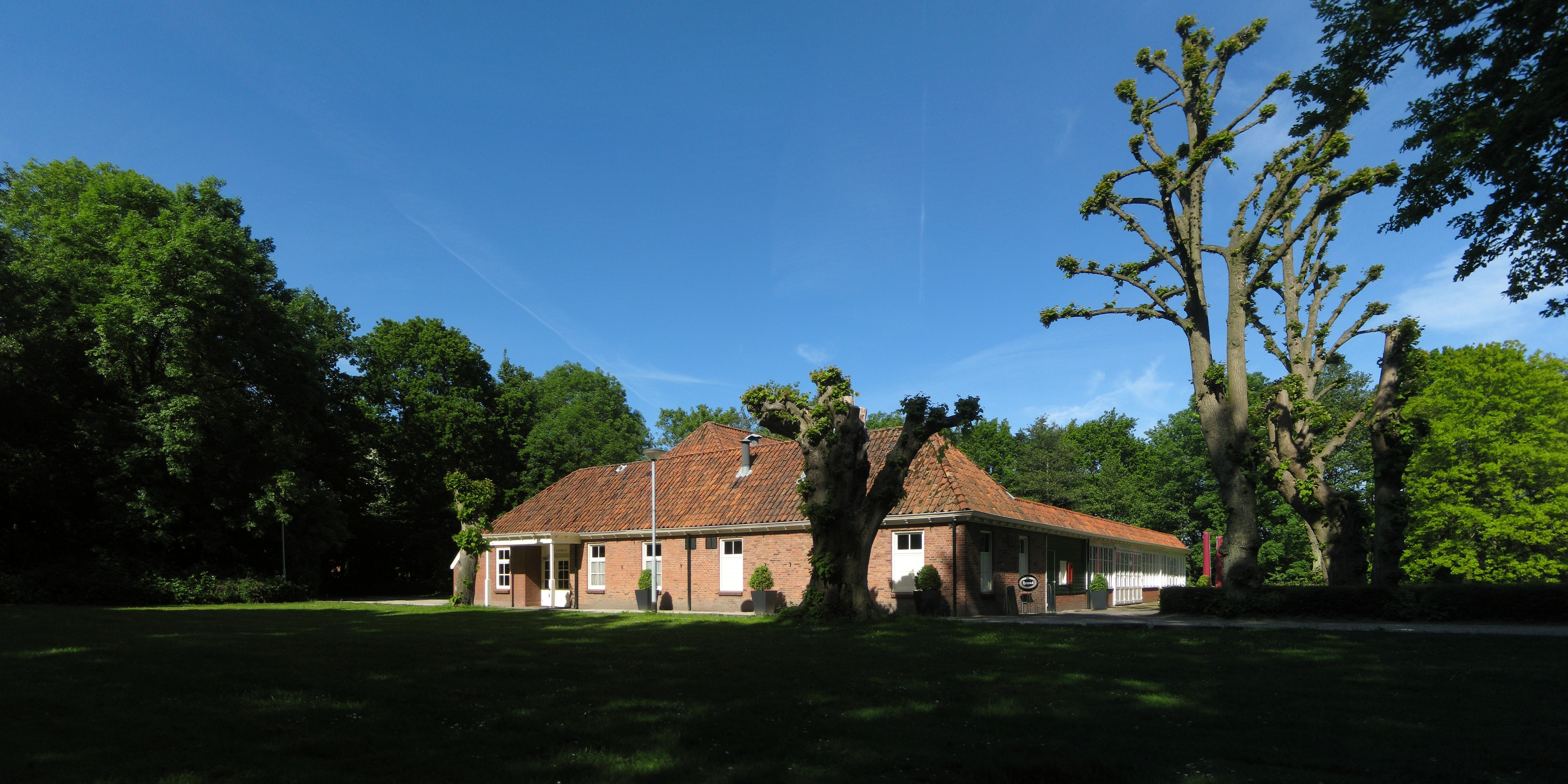
De boerderij Coendersborg (westzijde) (2013)

Het oudere deel van de buurt wordt gekenmerkt door sociale woningbouw uit de jaren zestig en zeventig van de twintigste eeuw. Het nieuwere deel bestaat voornamelijk uit duurdere koopwoningen uit het eind van de twintigste eeuw.
De wijk dankt zijn naam aan de gelijknamige boerderij met omliggend park die nu voornamelijk gebruikt wordt voor feesten en partijen.
In het noorden van de wijk ligt het Huis Groenestein, te midden van het gelijknamige park. Het station Groningen Europapark ligt tussen Coendersborg en de wijk Europapark.

## Bestuurlijke indeling
De buurt bestaat uit de subbuurten Groene Helperzoom, Coendersborg-West en Coendersborg-Oost.
In 2014 vond een herindeling plaats van de wijken en buurten in Groningen, waarbij de bestaande wijk Herewegwijk en Helpman werd opgeheven en de wijk Helpman e.o. werd ingesteld. Het buurtje rond het sportpark Coendersborg ging toen over naar Klein Martijn en het zuidelijke deel van de Domela Nieuwenhuislaan naar de Villabuurt, terwijl het gebied ten zuiden van de Goeman Borgesiuslaan werd toegevoegd aan de buurt.
1. ↑  Inclusief het A-kwartier, Academiekwartier, Bisschopskwartier en Ebbingekluft
2. ↑  Inclusief Ruskenveen
3. ↑  Euvelgunne en Roodehaan zijn onderdeel van de MEER-dorpen, maar vallen onder de wijk Zuidoost
4. ↑  Inclusief de subbuurten De Wierden (waaronder het bouwblok Heemwerd), Rietlanden en Reitdiephaven
5. ↑  Voorheen Korrewegwijk genoemd
6. ↑  Voorheen Korrewegbuurt genoemd